# Liste der Bodendenkmale in Soltendieck
In der Liste der Bodendenkmale in Soltendieck sind alle Bodendenkmale der niedersächsischen Gemeinde Soltendieck aufgelistet. Die Quelle ist der Denkmalatlas Niedersachsen. Der Stand der Liste ist der 20. Juni 2024.

## Allgemein
In den Spalten finden sich folgende Informationen des Bodendenkmales :
- Lage        : geographische Koordinaten
- Bezeichnung : Bezeichnung lt. Denkmalatlas
- Beschreibung: Beschreibung lt. Denkmalatlas
- ID          : Objekt-ID
- Bild        : Bild, ggf. zusätzlich mit Link zu weiteren Fotos im Medienarchiv Wikimedia Commons.

## Bockholt
| Lage                         | Bezeichnung          | Beschreibung | ID                              | Bild |
| ---------------------------- | -------------------- | --- | ------------------------------- | ---- |
| 52° 53′ 18″ N, 10° 47′ 52″ O | Bockholt 2, Landwehr | Laut Blatt 93 der Kurhann. Landesaufnahme von 1777 hatte der „Landgraben“ eine Länge von ca. 2,5 km. Er begann im Norden am Kölauer Moor, verlief dann im Südosten entlang einer Niederung und endete im Süden an einem Ausläufer des Langen Moores am Ortsrand von Bockholt. Die Landwehr gehörte zu einem größeren System von Territoriallandwehren im östlichen Uelzener und Lüchower Raum (vgl. u.a. Fortsetzung nach Osten in der Gmkg. Varbitz FStNr. 70). Sie sperrte die wichtigen Wegeverbindungen aus Richtung Altmark. Heute verläuft die Landwehr in den Gemarkungen Güstau, Kölau und Bockholt, allerdings ist sie zu großen Teilen bereits zerstört. | 37982511/1/-/ 32206375 37982511 | BW   |

## Kattien
| Lage                        | Bezeichnung         | Beschreibung | ID                              | Bild |
| --------------------------- | ------------------- | --- | ------------------------------- | ---- |
| 52° 51′ 2″ N, 10° 44′ 43″ O | Kattien 2, Landwehr | Die Landwehr, die nach B. Ploetz zu den Lüneburgischen Grenzlandwehren zu zählen ist, hatte laut Kurhannoverscher Landesaufnahme eine ehemalige Länge von mindestens 2,3 km. Sie wird ursprünglich von der Quellniederung südlich von Kattien bis an die Beke-Niederung in der Gmkg. Schafwedel gereicht haben. Erhalten sind heute ein kurzes Teilstück in der Gemarkung Kattien, zwei Teilstücke in der Gmkg. Flinten und ein Abschnitt von fast 700 m Länge in der Gmkg. Schostorf. Vorhanden ist jeweils ein Wall von ca. 7 m Breite und ca. 0,6 m Höhe, der im Westen und Osten jeweils von einem Graben begleitet wird (Grabenbreite 2,30-2,50 m, Tiefe bis 0,6 m). Im Bereich der Gmkg. Flinten liegt westlich der Landwehr eine Warte (Flinten FStNr. 1). | 38603567/1/-/ 32210021 38603567 | BW   |

### Kattien 5
ID:32205946
Auf dem Christinchenberg liegt ein Grabhügelfeld mit 61 Grabhügeln, die Dm. von 3–17 m aufweisen und noch 0,1–1 m hoch erhalten sind. Teilweise liegen sie sehr nah beieinander, daher ist die genaue Abgrenzung der einzelnen Hügel voneinander nur schwer möglich.
| Bezeichnung | Beschreibung            | ID       |  | Bezeichnung | Beschreibung                    | ID       |
| ----------- | ----------------------- | -------- |  | ----------- | ------------------------------- | -------- |
| Kattien 5   | Dm. 17,00 m, H.-.       | 32206802 |  |             |                                 |          |
| Kattien 6   | Dm. 17,00 m, H. 0,15 m. | 32205223 |  | Kattien 7   | Dm. 11,00 m, H. 0,80 m.         | 32205224 |
| Kattien 8   | Dm. 4,00 m, H. 0,30 m.  | 32205225 |  | Kattien 9   | Dm. 5,00 m, H. 0,30 m.          | 32205715 |
| Kattien 10  | Dm. 7,00 m, H. 0,20 m.  | 32205716 |  | Kattien 11  | Dm. 4,00 m, H. 0,20 m.          | 32205965 |
| Kattien 12  | Dm. 5,00 m, H. 0,20 m.  | 32205966 |  | Kattien 13  | Dm. 6,00 m, H. 0,30 m.          | 32206089 |
| Kattien 14  | Dm. 4,00 m, H. 0,30 m.  | 32206090 |  | Kattien 15  | Dm. 6,00 m, H. 0,40 m.          | 32206091 |
| Kattien 16  | Dm. 6,00 m, H. 0,40 m.  | 32205967 |  | Kattien 17  | L. 6,00 m, Br. 3,00 m, H. 0,25. | 32206484 |
| Kattien 18  | Dm. 4,00 m, H. 0,20 m.  | 32206580 |  | Kattien 19  | Dm. 6,50 m, H. 0,30 m.          | 32204990 |
| Kattien 20  | Dm. 7,00 m, H. 0,40 m.  | 32204991 |  | Kattien 21  | Dm. 7,00 m, H. 0,40 m.          | 32205617 |
| Kattien 22  | Dm. 5,00 m, H. 0,50 m.  | 32205618 |  | Kattien 23  | Dm. 9,00 m, H. 0,40 m.          | 32206801 |
| Kattien 24  | Dm. 11,00 m, H. 0,60 m. | 32205994 |  | Kattien 25  | Dm. 6,00 m, H. 0,35 m.          | 32205995 |
| Kattien 26  | Dm. 8,00 m, H. 0,70 m.  | 32206485 |  | Kattien 27  | Dm. 8,00 m, H. 0,30 m.          | 32206486 |
| Kattien 28  | Dm. 7,00 m, H. 0,35 m.  | 32206487 |  | Kattien 29  | Dm. 4,00 m, H. 0,20 m.          | 32206511 |
| Kattien 30  | Dm. 7,00 m, H. 0,30 m.  | 32206512 |  | Kattien 31  | Dm. 4,00 m, H. 0,20 m.          | 32206513 |
| Kattien 32  | Dm. 5,50 m, H. 0,40 m.  | 32206875 |  | Kattien 33  | Dm. 8,00 m, H. 0,50 m.          | 32205993 |
| Kattien 34  | Dm. 7,00 m, H. 0,50 m.  | 32206876 |  | Kattien 35  | Dm. 7,00 m, H. 0,30 m.          | 32206877 |
| Kattien 36  | Dm. 6,00 m, H. 0,25 m.  | 32207395 |  | Kattien 37  | Dm. 4,50 m, H. 0,25 m.          | 32207396 |
| Kattien 38  | Dm. 3,00 m, H. 0,20 m.  | 32207397 |  | Kattien 39  | Dm. 7,00 m, H. 0,30 m.          | 32207651 |
| Kattien 40  | Dm. 5,00 m, H. 0,20 m.  | 32207652 |  | Kattien 41  | Dm. 6,00 m, H. 0,10 m.          | 32207653 |
| Kattien 42  | Dm. 3,00 m, H. 0,15 m.  | 32207921 |  | Kattien 43  | Dm. 6,50 m, H. 0,25 m.          | 32207922 |
| Kattien 00  | Dm. 3,00 m, H. 0,15 m.  | 32208017 |  | Kattien 45  | Dm. 6,50 m, H. 0,50 m.          | 32208280 |
| Kattien 46  | Dm. 6,00 m, H. 0,40 m.  | 32208281 |  | Kattien 47  | Dm. 6,00 m, H. 0,30 m.          | 32208652 |
| Kattien 48  | Dm. 7,00 m, H. 0,40 m.  | 32208653 |  | Kattien 49  | Dm. 6,00 m, H. 0,30 m.          | 32208654 |
| Kattien 50  | Dm. 5,00 m, H. 0,20 m.  | 32208795 |  | Kattien 51  | Dm. 4,00 m, H. 0,20 m.          | 32208796 |
| Kattien 52  | Dm. 3,00 m, H. 0,15 m.  | 32208017 |  | Kattien 53  | Dm. 4,00 m, H. 0,30 m.          | 32207324 |
| Kattien 54  | Dm. 3,00 m, H. 0,10 m.  | 32207325 |  | Kattien 55  | Dm. 3,00 m, H. 0,10 m.          | 32207326 |
| Kattien 56  | Dm. 6,00 m, H. 0,30 m.  | 32207689 |  | Kattien 57  | Dm. 3,00 m, H. 0,10 m.          | 32207690 |
| Kattien 58  | Dm. 4,00 m, H. 0,10 m.  | 32207691 |  | Kattien 59  | Dm. 4,00 m, H. 0,10 m.          | 32208180 |
| Kattien 60  | Dm. 5,00 m, H. 0,25 m.  | 32208181 |  | Kattien 61  | Dm. 12,00 m, H. 1,00 m.         | 32208182 |
| Kattien 62  | Dm. 3,00 m, H. 0,10 m.  | 32208561 |  | Kattien 63  | Dm. 7,00 m, H. -.               | 32208562 |
| Kattien 64  | Dm. 7,00 m, H.-.        | 32208563 |  | Kattien 65  | Dm. 8,00 m, H. 0,10 m.          | 32208798 |

## Thielitz
| Lage                         | Bezeichnung           | Beschreibung | ID       | Bild |
| ---------------------------- | --------------------- | --- | -------- | ---- |
| 52° 50′ 36″ N, 10° 45′ 53″ O | Schostorf 6, Landwehr | Die Landwehr ist in Blatt 93 der Kurhannoverschen Landesaufnahme von 1777 verzeichnet. Sie sperrte die "Alte Zollstraße von Südosten aus Richtung Leipzig über Schmölau nach Nordwesten über Flinten, Bomke, Wieren nach Lüneburg von der Bath in den 1950er Jahren noch Wegespuren nachweisen konnte (vgl. Thielitz FStNr. 2). | 32206069 | BW   |
| 52° 50′ 39″ N, 10° 46′ 38″ O | Thielitz 4, Grabhügel | Flach gewölbte, runde Erhebung mit auslaufenden Rändern, Dm. 17,00 m, H. 0,60 m, unversehrt. | 32205678 | BW   |

## Varbitz
| Lage                         | Bezeichnung          | Beschreibung | ID                              | Bild |
| ---------------------------- | -------------------- | --- | ------------------------------- | ---- |
| 52° 52′ 39″ N, 10° 47′ 30″ O | Varbitz 70, Landwehr | Die Landwehr reichte ursprünglich von einem Niederungsgebiet südwestl. von Varbitz bis zur Kreisgrenze zu Lüchow-Dannenberg, dort Fortsetzung nach Osten in der Gmkg. Schäpingen FStNr. 3. In der Gemarkung Varbitz hatte die Landwehr ursprünglich eine Länge von ca. 1700 m. Im Westteil der Gemarkung sind zwei kurze Teilstücke von je ca. 100 m erhalten, ein längeres Teilstück von insgesamt fast 600 m Länge mit mehreren kurzen Unterbrechungen befindet sich im Waldgebiet im Ostteil der Gemarkung. Die Landwehr besteht überwiegend aus einem Wall mit beidseitigen Gräben, wobei der südliche Graben etwas stärker ausgeprägt ist. Die Wallbreite beträgt 8 bis 9 m, die Höhe bis 1 m. Die Gräben haben eine Breite von 1,5 m. Die Landwehr steht in Zusammenhang mit der nordwestl. von Varbitz in Nord-Süd-Richtung verlaufenden Landwehr von Bockholt. Beide Landwehrzüge begannen im Südwesten am langen Moor bzw. am Soltendiecker Graben und sperrten somit den aus Süden bzw. Osten kommenden Verkehr ab. | 38314662/1/-/ 32206071 38314662 | BW   |

### Varbitz 1
ID:32206070
In leichter W- bis SW-Hanglage liegt ein Grabhügelfeld mit 69 Grabhügeln, von ehemals etwa 85, mit Dm. von 4-11 m und H. von 0,2-0,9 m. Hügel FStNr. 23 ist lang-oval geformt. Die Hügel FStNr. 17 und 19 sind zerstört. Der Grabhügelcharakter von Hügel FStNr. 52 ist fraglich. Vor 1963 grub E. Sprockhoff drei Grabhügel.

| Lage                        | Bezeichnung | Beschreibung | ID       | Bild |
| --------------------------- | ----------- | --- | -------- | ---- |
| 52° 53′ 35″ N, 10° 48′ 2″ O | Varbitz 1   | Unförmiger z.T. abgetragener gestörter Grabhügel mit einem Durchmesser von ca. 7 Meter und einer Höhe von ca. 0,60 Meter. | 32206760 | BW   |
| 52° 53′ 36″ N, 10° 48′ 2″ O | Varbitz 2   | Hügelrest mit einem Durchmesser von ca. 6 Meter und einer Höhe von bis 0,6 Meter.                                         | 32207407 | BW   |
| 52° 53′ 35″ N, 10° 48′ 2″ O | Varbitz 3   | Durchmesser von ca. 6 Meter und einer Höhe von ca. 0,5 Meter.                                                             | 32206494 | BW   |
| 52° 53′ 35″ N, 10° 48′ 2″ O | Varbitz 4   | Durchmesser von ca. 4 Meter und einer Höhe von ca. 0,7 Meter.                                                             | 32207409 | BW   |
| 52° 53′ 36″ N, 10° 48′ 3″ O | Varbitz 5   | Durchmesser ca. 5 Meter und Höhe ca. 0,5 Meter.                                                                           | 32206761 | BW   |
| 52° 53′ 36″ N, 10° 48′ 4″ O | Varbitz 6   | Durchmesser von ca. 5 Meter und einer Höhe von ca. 0,6 Meter, leicht angeschnitten.                                       | 32207424 | BW   |
| 52° 53′ 36″ N, 10° 48′ 6″ O | Varbitz 7   | Durchmesser von ca. 7 Meter und einer Höhe von ca. 0,7 Meter.                                                             | 32207408 | BW   |
| 52° 53′ 36″ N, 10° 48′ 6″ O | Varbitz 8   | Durchmesser von ca. 5 Meter und einer Höhe von ca. 0,7 Meter.                                                             | 32208025 | BW   |
| 52° 53′ 35″ N, 10° 48′ 3″ O | Varbitz 9   | | 32207423 | BW   |
| 52° 53′ 36″ N, 10° 48′ 3″ O | Varbitz 10  | | 32208405 | BW   |
| 52° 53′ 35″ N, 10° 48′ 2″ O | Varbitz 11  | Durchmesser von ca. 4 Meter und einer Höhe von ca. 0,7 Meter.                                                             | 32208406 | BW   |
| 52° 53′ 35″ N, 10° 48′ 3″ O | Varbitz 12  | Durchmesser von ca. 5 Meter und einer Höhe von ca. 0,6 Meter.                                                             | 32208407 | BW   |
| 52° 53′ 35″ N, 10° 48′ 3″ O | Varbitz 13  | Durchmesser von ca. 6 Meter und einer Höhe von ca. 0,40 Meter.                                                            | 32208779 | BW   |
| 52° 53′ 35″ N, 10° 48′ 4″ O | Varbitz 14  | Durchmesser von ca. 7 Meter und einer Höhe von ca. 0,60 Meter.                                                            | 32208780 | BW   |
| 52° 53′ 35″ N, 10° 48′ 4″ O | Varbitz 15  | Durchmesser von ca. 6 Meter und einer Höhe von bis 0,7 Meter und einer Einkuhlung in Nord-Süd-Richtung.                   | 32208781 | BW   |
| 52° 53′ 36″ N, 10° 48′ 5″ O | Varbitz 16  | | 32207059 | BW   |
| 52° 53′ 35″ N, 10° 48′ 3″ O | Varbitz 18  | | 32207060 | BW   |
| 52° 53′ 35″ N, 10° 48′ 5″ O | Varbitz 20  | Durchmesser von ca. 6 Meter und einer Höhe von ca. 0,6 Meter.                                                             | 32207061 | BW   |
| 52° 53′ 34″ N, 10° 48′ 3″ O | Varbitz 21  | Durchmesser von ca. 5 Meter und einer Höhe von ca. 0,5 Meter.                                                             | 32207303 | BW   |
| 52° 53′ 34″ N, 10° 48′ 3″ O | Varbitz 22  | Durchmesser von ca. 4 Meter und einer Höhe von bis 0,7 Meter.                                                             | 32207304 | BW   |
| 52° 53′ 34″ N, 10° 48′ 4″ O | Varbitz 23  | Ovaler Grabhügel in der Länge von ca. 4 Meter, einer Breite von ca. 3 Meter und einer Höhe von bis 0,5 Meter.             | 32207305 | BW   |
| 52° 53′ 35″ N, 10° 48′ 5″ O | Varbitz 24  | Durchmesser von ca. 7 Meter und einer Höhe von ca. 0,8 Meter.                                                             | 32207330 | BW   |
| 52° 53′ 34″ N, 10° 48′ 6″ O | Varbitz 25  | Durchmesser von ca. 5 Meter und einer Höhe von bis 0,7 Meter.                                                             | 32207331 | BW   |
| 52° 53′ 35″ N, 10° 48′ 7″ O | Varbitz 26  | Durchmesser von ca. 5 Meter und einer Höhe von ca. 0,7 Meter.                                                             | 32207332 | BW   |
| 52° 53′ 35″ N, 10° 48′ 7″ O | Varbitz 27  | | 32207576 | BW   |
| 52° 53′ 35″ N, 10° 48′ 8″ O | Varbitz 28  | | 32207577 | BW   |
| 52° 53′ 35″ N, 10° 48′ 9″ O | Varbitz 29  | Dm. 6,5 m, H. bis 0,6 m.                                                                                                  | 32207822 | BW   |
| 52° 53′ 34″ N, 10° 48′ 7″ O | Varbitz 30  | Durchmesser von ca. 3 Meter und einer Höhe von bis 0,6 Meter.                                                             | 32207824 | BW   |
| 52° 53′ 34″ N, 10° 48′ 8″ O | Varbitz 31  | Hochgewölbter Grabhügel mit einem Durchmesser von ca. 7 Meter und einer Höhe von bis 0,8 Meter.                           | 32208308 | BW   |
| 52° 53′ 34″ N, 10° 48′ 8″ O | Varbitz 32  | Durchmesser von ca. 4 Meter und einer Höhe von ca. 0,6 Meter.                                                             | 32208026 | BW   |
| 52° 53′ 34″ N, 10° 48′ 7″ O | Varbitz 33  | Durchmesser von ca. 6 Meter und einer Höhe von bis 0,7 Meter.                                                             | 32207215 | BW   |
| 52° 53′ 34″ N, 10° 48′ 8″ O | Varbitz 34  | Durchmesser von ca. 5 Meter und einer Höhe von bis 0,7 Meter.                                                             | 32207216 | BW   |
| 52° 53′ 33″ N, 10° 48′ 7″ O | Varbitz 35  | Durchmesser von ca. 6 Meter und einer Höhe von bis 0,9 Meter.                                                             | 32207721 | BW   |
| 52° 53′ 33″ N, 10° 48′ 7″ O | Varbitz 36  | Durchmesser von ca. 6 Meter und einer Höhe von ca. 0,7 Meter.                                                             | 32207457 | BW   |
| 52° 53′ 33″ N, 10° 48′ 8″ O | Varbitz 37  | Durchmesser von ca. 5 Meter und einer Höhe von ca. 0,5 Meter.                                                             | 32207722 | BW   |
| 52° 53′ 34″ N, 10° 48′ 8″ O | Varbitz 38  | | 32207458 | BW   |
| 52° 53′ 33″ N, 10° 48′ 8″ O | Varbitz 39  | Durchmesser von ca. 4 Meter und einer Höhe von bis 0,6 Meter.                                                             | 32207966 | BW   |
| 52° 53′ 33″ N, 10° 48′ 8″ O | Varbitz 40  | | 32207967 | BW   |
| 52° 53′ 33″ N, 10° 48′ 8″ O | Varbitz 41  | Durchmesser von ca. 4 Meter und einer Höhe von ca. 0,5 Meter.                                                             | 32208336 | BW   |
| 52° 53′ 33″ N, 10° 48′ 9″ O | Varbitz 42  | Durchmesser von ca. 5 Meter und einer Höhe von ca. 0,6 Meter.                                                             | 32204368 | BW   |
| 52° 53′ 33″ N, 10° 48′ 6″ O | Varbitz 43  | Durchmesser von ca. 5 Meter und einer Höhe von bis 0,7 Meter.                                                             | 32204517 | BW   |
| 52° 53′ 33″ N, 10° 48′ 7″ O | Varbitz 44  | Durchmesser von ca. 4 Meter und einer Höhe von ca. 0,6 Meter.                                                             | 32204518 | BW   |
| 52° 53′ 33″ N, 10° 48′ 8″ O | Varbitz 45  | | 32204519 | BW   |
| 52° 53′ 33″ N, 10° 48′ 9″ O | Varbitz 46  | Durchmesser von ca. 7 Meter und einer Höhe von ca. 0,6 Meter.                                                             | 32203156 | BW   |
| 52° 53′ 33″ N, 10° 48′ 8″ O | Varbitz 47  | Durchmesser von ca. 6 Meter und einer Höhe von ca. 0,6 Meter                                                              | 32204273 | BW   |
| 52° 53′ 32″ N, 10° 48′ 8″ O | Varbitz 48  | | 32203157 | BW   |
| 52° 53′ 33″ N, 10° 48′ 9″ O | Varbitz 49  | Durchmesser von ca. 9 Meter und einer Höhe von ca. 0,8 Meter.                                                             | 32203175 | BW   |
| 52° 53′ 32″ N, 10° 48′ 8″ O | Varbitz 50  | | 32203177 | BW   |
| 52° 53′ 32″ N, 10° 48′ 8″ O | Varbitz 51  | | 32203176 | BW   |
| 52° 53′ 32″ N, 10° 48′ 9″ O | Varbitz 53  | Durchmesser von ca. 5 Meter und einer Höhe von ca. 0,5 Meter.                                                             | 32203546 | BW   |
| 52° 53′ 32″ N, 10° 48′ 8″ O | Varbitz 54  | Durchmesser von ca. 5 Meter und einer Höhe von ca. 0,4 Meter.                                                             | 32203547 | BW   |
| 52° 53′ 31″ N, 10° 48′ 9″ O | Varbitz 55  | Durchmesser von ca. 5 Meter und einer Höhe von bis 0,5 Meter.                                                             | 32203548 | BW   |
| 52° 53′ 31″ N, 10° 48′ 8″ O | Varbitz 56  | | 32203921 | BW   |
| 52° 53′ 29″ N, 10° 48′ 3″ O | Varbitz 57  | | 32204161 | BW   |
| 52° 53′ 29″ N, 10° 48′ 3″ O | Varbitz 58  | | 32203158 | BW   |
| 52° 53′ 29″ N, 10° 48′ 4″ O | Varbitz 59  | | 32203920 | BW   |
| 52° 53′ 29″ N, 10° 48′ 5″ O | Varbitz 60  | Durchmesser von ca. 4 Meter und einer Höhe von ca. 0,6 Meter.                                                             | 32204417 | BW   |
| 52° 53′ 28″ N, 10° 48′ 3″ O | Varbitz 61  | Durchmesser von ca. 6 Meter und einer Höhe von ca. 0,6 Meter.                                                             | 32204163 | BW   |
| 52° 53′ 29″ N, 10° 48′ 4″ O | Varbitz 62  | Durchmesser von ca. 7 Meter und einer Höhe von ca. 0,8 Meter.                                                             | 32204162 | BW   |
| 52° 53′ 28″ N, 10° 48′ 4″ O | Varbitz 63  | Durchmesser von ca. 5 Meter und einer Höhe von ca. 0,6 Meter.                                                             | 32204419 | BW   |
| 52° 53′ 28″ N, 10° 48′ 5″ O | Varbitz 65  | | 32203922 | BW   |
| 52° 53′ 28″ N, 10° 48′ 5″ O | Varbitz 66  | | 32204418 | BW   |
| 52° 53′ 28″ N, 10° 48′ 5″ O | Varbitz 67  | | 32203073 | BW   |
| 52° 53′ 33″ N, 10° 48′ 5″ O | Varbitz 68  | | 32203330 | BW   |
| 52° 53′ 35″ N, 10° 48′ 3″ O | Varbitz 69  | Durchmesser von ca. 5 Meter und einer Höhe von ca. 0,6 Meter.                                                             | 32203329 | BW   |